# Attila Thewrewk-Pallaghy
Attila Thewrewk-Pallaghy ([ˈtøɾøk]), né à Kassa, en Hongrie (aujourd'hui Košice, en Slovaquie), le 3 mars 1901, et mort à Neuilly-sur-Seine en 1989, est un juriste.

## Biographie
Il appartient à une famille de la noblesse. Professeur agrégé de droit public, il émigre en France après la chute de l’Empire austro-hongrois et l’abdication de Charles IV le 13 novembre 1918. Pallaghy revient vivre en Hongrie et travaille au ministère de la Défense.
Après la Seconde Guerre mondiale, il quitte définitivement la Hongrie, pour Rome, puis Paris en 1949. Établi à Neuilly-sur-Seine, Attila fréquente la diaspora hongroise, au sein d’associations (Association des Hongrois libres de Hongrie, Association des combattants hongrois de la liberté, etc.), mais surtout auprès de la Mission catholique hongroise. Fervent catholique, il est un proche du cardinal József Mindszenty, primat de Hongrie.
Le professeur Thewrewk-Pallaghy travaille à l’O.R.T.F, où il anime les émissions hongroises (créées en 1945). Par ailleurs, il est contractuel au C.N.R.S. jusqu’au 29 février 1976, date de sa mise à la retraite. Il travaille aussi avec Jean-Jacques Chevallier, membre de l’Académie des sciences morales et politiques, pour lequel il rédige des études historiques, biographiques ou thématiques relatives à la Hongrie. Lui-même est l’auteur de La Continuité du droit dans le système juridique hongrois, en 1953.
Par ailleurs, Attila Thewrewk-Pallaghy suit de près la vie politique française et témoigne d’une sensibilité gaulliste, puis giscardienne.
De 1967 à 1977, il écrit ses « mémoires », rédigés en hongrois.

### Sources
- Les papiers personnels d'Attila Thewrewk-Pallaghy sont conservées aux Archives nationales, site de Pierrefitte-sur-Seine, sous la cote 23 AR : Inventaire du fonds.